# Daniel Bernard (oorlogsmisdadiger)
Daniel Bernard (Amsterdam, 2 maart 1914 - aldaar, 29 september 1962) was een Nederlands oorlogsmisdadiger. Daniel Bernard werd geboren te Amsterdam, zoon van Anna Maria Louisa Bernard. Het is onduidelijk wie zijn vader was. Als Daniel 6 jaar is trouwt zijn moeder met slager Johannes Hendrik Hock, waarbij Daniel ''in de voogdij'' wordt bevestigd. Daniel trouwt in 1935 met Trijntje Hemmes uit Den Helder te Amsterdam. In 1958 scheiden ze.
In eerste instantie is Daniel aan het werk bij zijn vader in de slagerij, waarmee hij zich weet op te werken tot grossier in vlees. In april 1933 wordt hij geschikt bevonden voor militaire dienst en treedt hij dienst bij het 5e regiment infanterie, 2e ploeg.
Toen de Tweede Wereldoorlog begon, ging hij in dienst bij de Waffen SS en vocht in Rusland. Hij raakte gewond en werd onderscheiden met het IJzeren Kruis tweede klasse. Hierop keerde hij terug naar Nederland waar hij onder de Germaanse SS viel. In het kader van de Silbertannemoorden, kreeg hij samen met Lambertus van Gog de opdracht de Nederlandse schrijver A.M. de Jong te vermoorden. Op 18 oktober 1943 deden Daniel en Lambertus zich voor als ambtenaren van de luchtbeschermingsdienst om bij de schrijver binnen te komen, waarna deze vermoord werd.
Bernard werd op 31 december 1949 veroordeeld tot een straf van 20 jaar voor deze moord. Tegen hem was levenslang geëist. Deze straf werd later in cassatie gehandhaafd in oktober 1950.
Bernard overleed op 48-jarige leeftijd en werd begraven op de Nieuwe Oosterbegraafplaats in Amsterdam.